# Финикийский язык
Финики́йский язы́к (финик. 𐤃𐤁𐤓𐤉𐤌 𐤊𐤍𐤏𐤍𐤉𐤌 Dabarīm kanaʿnīm) — язык финикийцев, использовавшийся во II—I тысячелетии до н. э. и в начале I тысячелетия нашей эры. Принадлежит к ханаанской подгруппе семитских языков.

## Распространение и диалекты
Язык использовался как лингва франка в Юго-Восточной Европе, Сирии, Испании, Северной Африке, Кипре. По всей видимости, обладал диалектным членением: северо-финикийский, тиро-сидонский, кипрский, пунический.
Экронский диалект финикийского языка, на котором говорили филистимляне, имел особенности в орфографии и лексике; его иногда обозначают как «филистимский семитский язык».

## Письменность
Для записи финикийских текстов употребляли сначала библское письмо, затем — специальную финикийскую письменность, положившую начало буквенным системам письма. После ассимиляции финикийских владений Римом делали попытки записывать тексты на вымирающем финикийском языке вместо финикийского письма греческим и латинским письмами, произошедшими от него же. В отличие от еврейского письма, которое использует согласные буквы (алеф, хей, вав, йод) в качестве гласных на письме, финикийские надписи не используют матрес лекционис.

## Характеристика
По морфологии и лексике финикийский язык близок к древнееврейскому.
Отличительными чертами финикийского языка в сравнении с библейским вариантом древнееврейского являются:
- «оканье» (аморейскому, угаритскому и еврейскому звуку ā соответствует финикийский ō > ū);
- сохранение двухсогласного исхода слова после утраты флексии (ср.: 'abd «раб», но ивр. 'äbäd);
- наличие энклитического местоимения 3 л., ед. ч., м. и ж. родов на -';
- образование каузативной породы с помощью приставок yi-, 'i-.

В конце XI века до н. э. в финикийском языке произошло исчезновение фарингальных и ларингальных согласных.